# Hollai Imre
Hollai Imre (Újpest, 1925. június 22. – Budapest, 2017. november 22.) magyar kommunista diplomata, hírszerző tiszt, majd külügyminiszter-helyettes, az ENSZ Közgyűlés elnöke az 1982–83-as ülésszak idején. Ez utóbbi posztot mindeddig (2023) egyetlen magyar diplomataként tölthette be.

## Élete és pályafutása
Szülei, Hollai Béla és Putz Emma korán elváltak, apját gyakorlatilag nem is ismerte. Anyjával, három testvérével és mostohaapjával öten éltek egy 8-10 négyzetméteres volt mosókonyhában. Amikor anyja munkanélküli lett, két alkalommal is ideiglenesen állami gondozásba kellett adnia őt, így egy-egy időszakra nevelőszülőkhöz került Jászalsószentgyörgyre illetve Berhidára. Újpestre, családjához visszakerülve kitűnő eredménnyel végezte el a nyolc elemit, majd 1939-ben tanonc lett.
1943-ban szerezte meg a műszerész szakképzettséget, majd ebben a szakmában dolgozott 1949-ig. 1945-ben belépett a Magyar Kommunista Pártba. 1949-ben felvették a Magyar Külügyminisztériumba, ahol rövid ideig diplomáciai futár volt, utána a Magyar Dolgozók Pártja Központi Vezetősége nemzetközi kapcsolatok osztályának politikai munkatársa, majd helyettes vezetője lett. 1951-ben elvégezte az Eötvös Loránd Tudományegyetem Lenin Intézetét, majd egyéves pártiskolán tanult. Orosz és angol nyelvismeretet szerzett. 1955 és 1960 között beosztott diplomata, majd első beosztott volt Magyarország New York-i állandó ENSZ-képviseletén, egyidejűleg hírszerző tiszt volt.
1960-ban az MSZMP KB külügyi osztályának vezetője lett. 1964-ben rendkívüli és meghatalmazott nagykövet lett. 1964 és 1970 között az athéni magyar nagykövetséget vezette, egyúttal Ciprusra is akkreditálva volt. Ezután a Külügyminisztériumban lett csoportfőnök, majd külügyminiszter-helyettes (1970-74).
1974-ben a New York-i állandó magyar ENSZ-képviselet vezetője lett nagyköveti rangban, ezt a posztot 1980-ig töltötte be. 1980-ban újra külügyminiszter-helyettes lett, közben az 1982–83-as időszakra megválasztották az ENSZ-közgyűlés elnökének, majd 1984-től újra az athéni nagykövetséget vezette. 1989-ben vonult nyugállományba.
2015. november 25-én, 91. életévében, Hollai Imre nagy érdeklődéssel követett előadást tartott a Jászi Oszkár Külpolitikai Társaságban, aminek a tiszteletbeli elnöki tisztét is betöltötte. Az ENSZ legnagyobb eredményének értékelte, hogy a Biztonsági Tanács öt állandó tagja között a megalakulás óta eltelt 70 évben nem volt háború.

## Művei
2010-ben kötetet jelentetett meg az ENSZ-közgyűlési elnöki poszt eléréséhez vezető útjáról.

## Elismerései
- Magyar Népköztársasági Érdemérem arany fokozat (1951)
- Munka Érdemrend (1955)
- Magyar Szabadság érdemrend bronz fokozat (1957)
- Felszabadulási Jubileumi Érdemérem (1970)
- Munka Érdemrend arany fokozat (1975)
- Szocialista Magyarországért érdemrend (1983)[3]